# Hästängen
Hästängen är en del av Bergshamra i Norrtälje kommun. Bebyggelsen utgör sedan 2015 en egen tätort, efter att innan dess räknats som en del av tätorten Bergshamra. Redan 1960 beskrev SCB Hästängen som en "ort, som i fråga om bebyggelse uppfyller betingelserna för att räknas som tätort men där invånarantalet befunnits uppgå till 150 men understiga 200." Orten hade då 163 invånare.
| Befolkningsutvecklingen i Hästängen och Mora 1960–2020                                             | Befolkningsutvecklingen i Hästängen och Mora 1960–2020 | Befolkningsutvecklingen i Hästängen och Mora 1960–2020 | Befolkningsutvecklingen i Hästängen och Mora 1960–2020 | Befolkningsutvecklingen i Hästängen och Mora 1960–2020 |
| -------------------------------------------------------------------------------------------------- | ------------------------------------------------------ | ------------------------------------------------------ | ------------------------------------------------------ | ------------------------------------------------------ |
| |                                                        |                                                        |                                                        |                                                        |
| År                                                                                                 |                                                        |                                                        | Folkmängd                                              | Areal (ha)                                             |
| 1960                                                                                               | 1960                                                   |                                                        | 163                                                    | ¤                                                      |
| 2015                                                                                               | 2015                                                   |                                                        | 690                                                    | 230                                                    |
| 2020                                                                                               | 2020                                                   |                                                        | 743                                                    | 244                                                    |
| Anm.: Ny tätort 2015, under namnet Hästängen och Mora ¤ Som tätortsbebyggelse med 150-199 invånare |                                                        |                                                        |                                                        |                                                        |